# Aligator (Skamieniałe Miasto)
Aligator – grupka skał w rezerwacie przyrody Skamieniałe Miasto na Pogórzu Ciężkowickim. Na najwyższej z nich rośnie sosna, której gruby korzeń przypomina kształtem aligatora, i od niego pochodzi właśnie nazwa skał. Znajdują się w granicach miasta Ciężkowice w województwie małopolskim, w powiecie tarnowskim, w gminie miejsko-wiejskiej Ciężkowice.
Aligator podobnie, jak wszystkie pozostałe skały w Skamieniałym Mieście zbudowane są z piaskowca ciężkowickiego i powstały na dnie dawnego Oceanu Tetydy. Wyrzeźbione zostały w plejstocenie, w okresie polodowcowym, wzdłuż głównego kierunku spękań ciosowych. Aligator jest typowym ostańcem.
Przez Skamieniałe Miasto prowadzi znakowany szlak turystyczny. Wędrówkę nim można rozpocząć od parkingu znajdującego się w odległości około 1 km od centrum Ciężkowic, po lewej stronie drogi wojewódzkiej nr 977 z Tarnowa do Gorlic. Aligator znajduje się w środkowej części tego rezerwatu, za niewielką polanką i grupką skał zwanych Piramidami. Korzeń „Aligator” jest ze szlaku słabo widoczny, aby go dobrze zobaczyć należy przejść szczytem skał; na ostatniej z nich rośnie sosna z korzeniem „Aligator”. Wejście na skały jest łatwe od ich wschodniej strony.
W Przewodniku wspinaczkowym G. Rettingera skały nad Piramidami mają nazwę Nad Piramidami i są na nich dwa baldy. Wspinaczka jednak jest zabroniona.

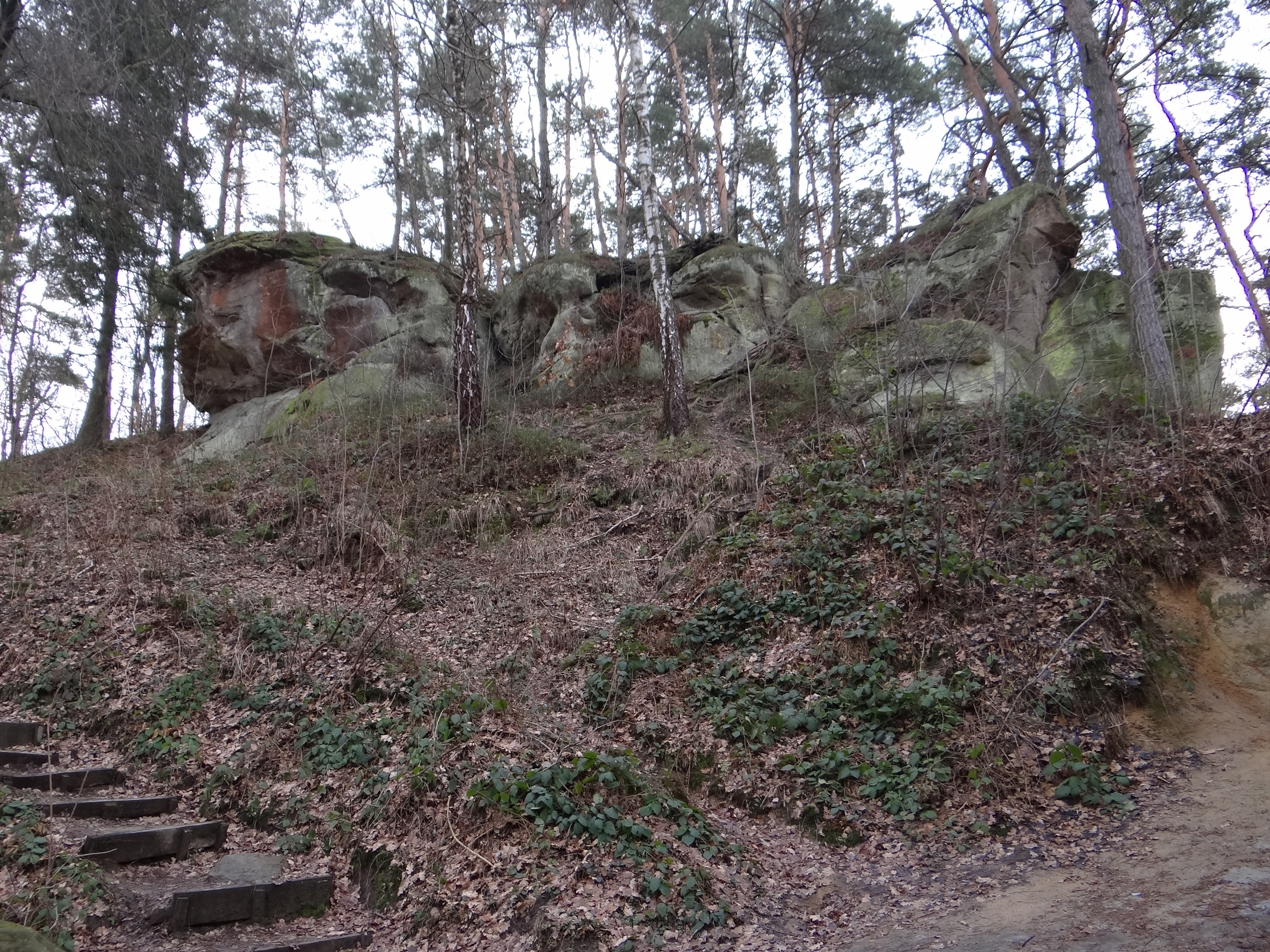
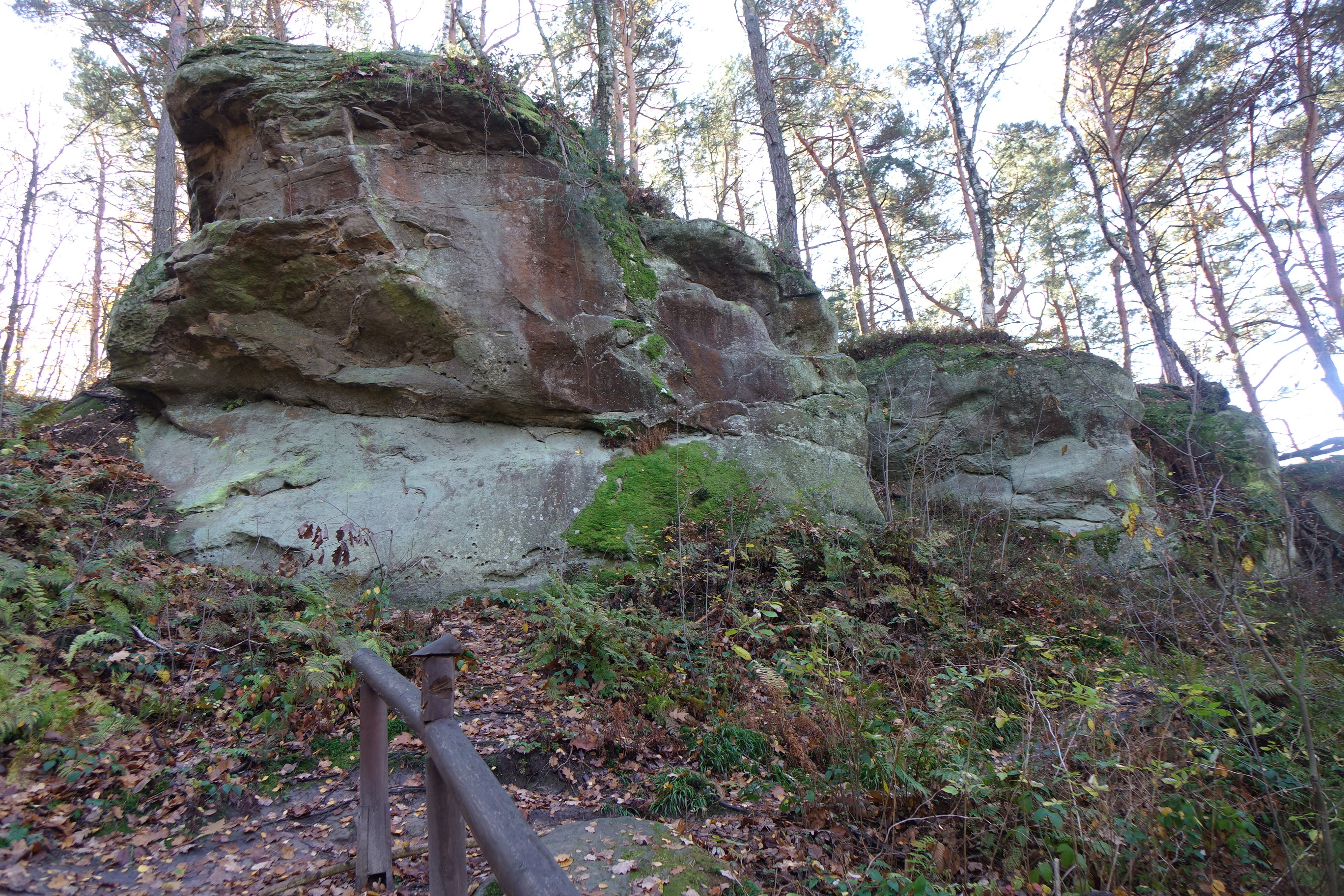
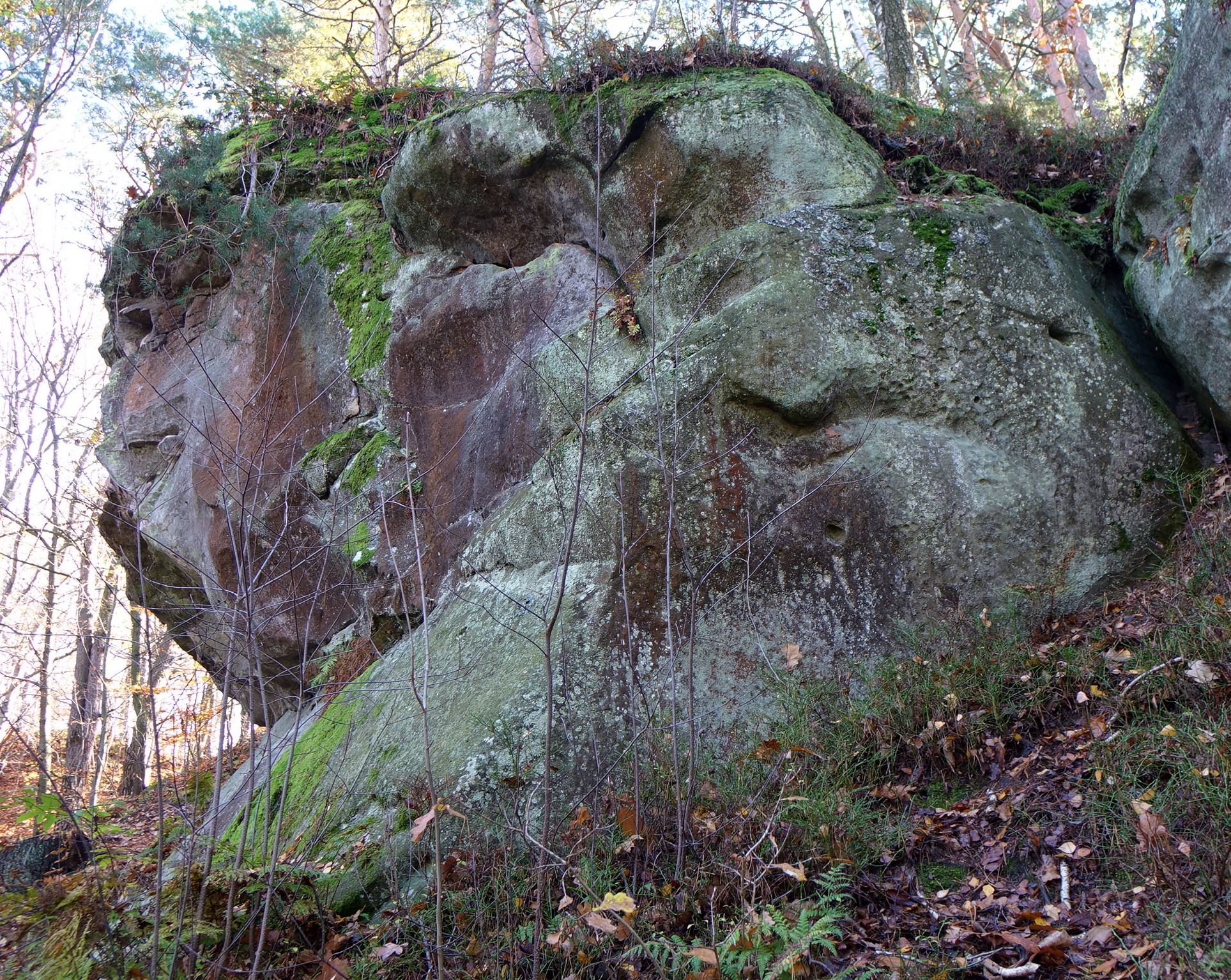
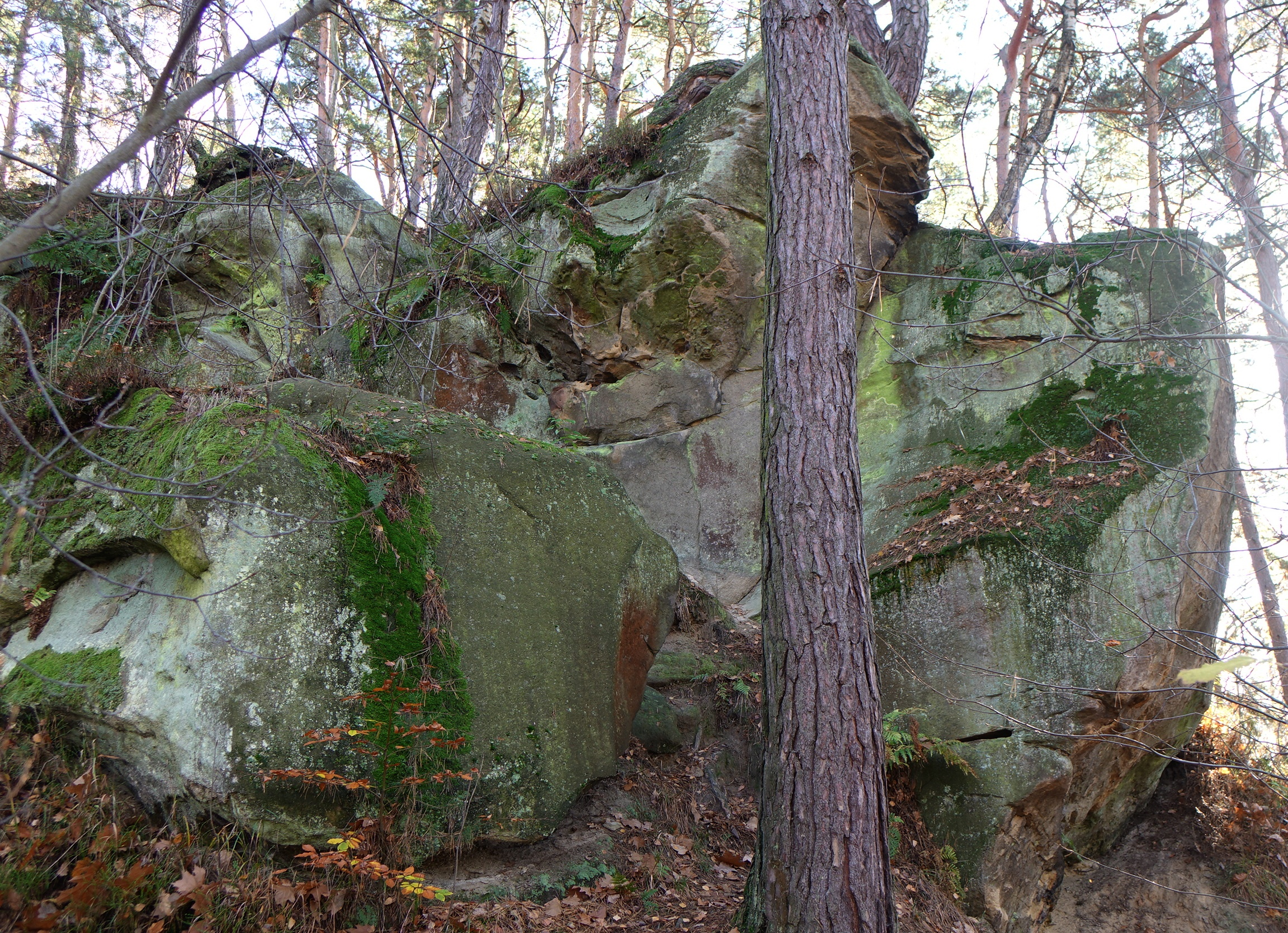
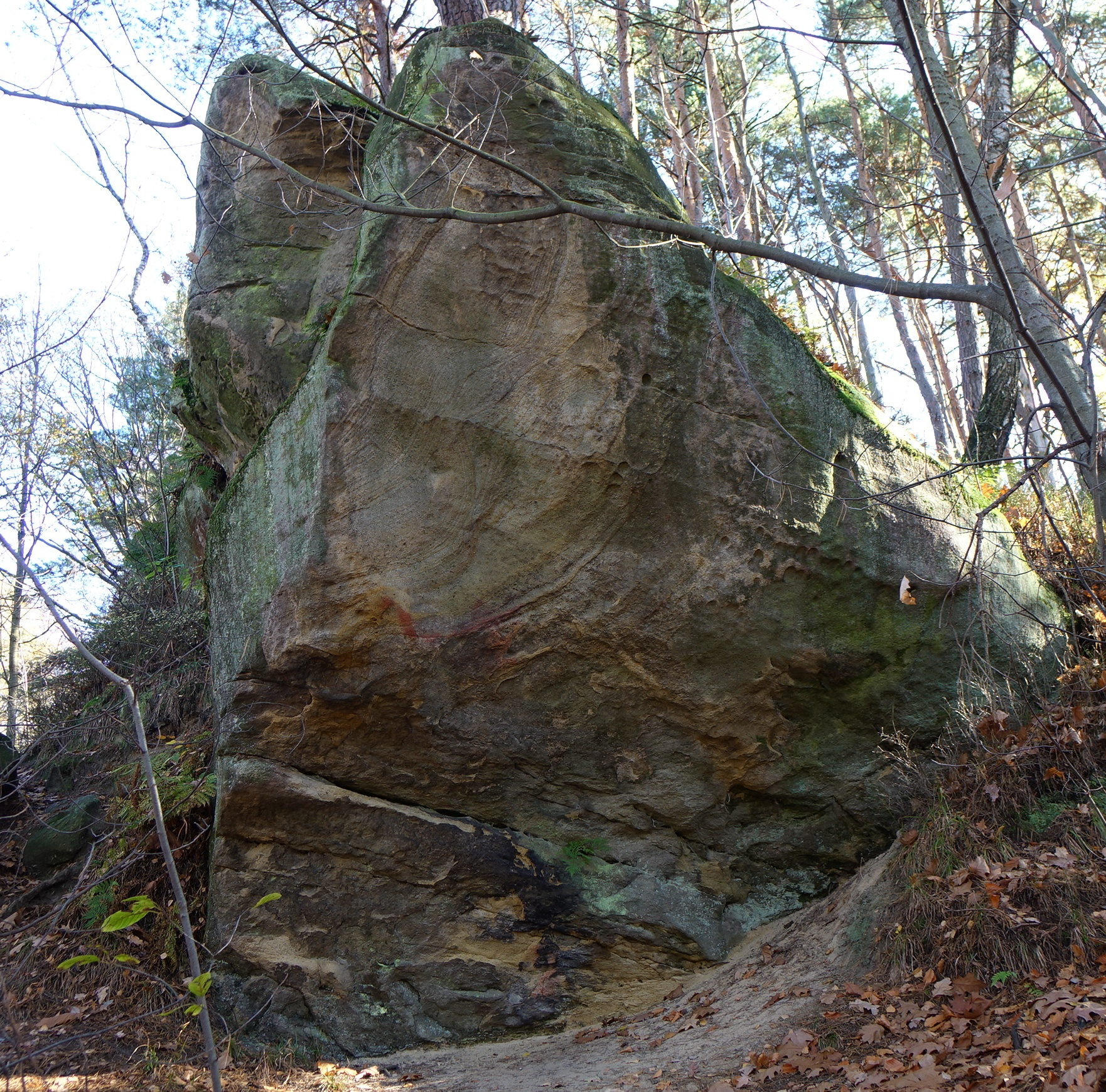
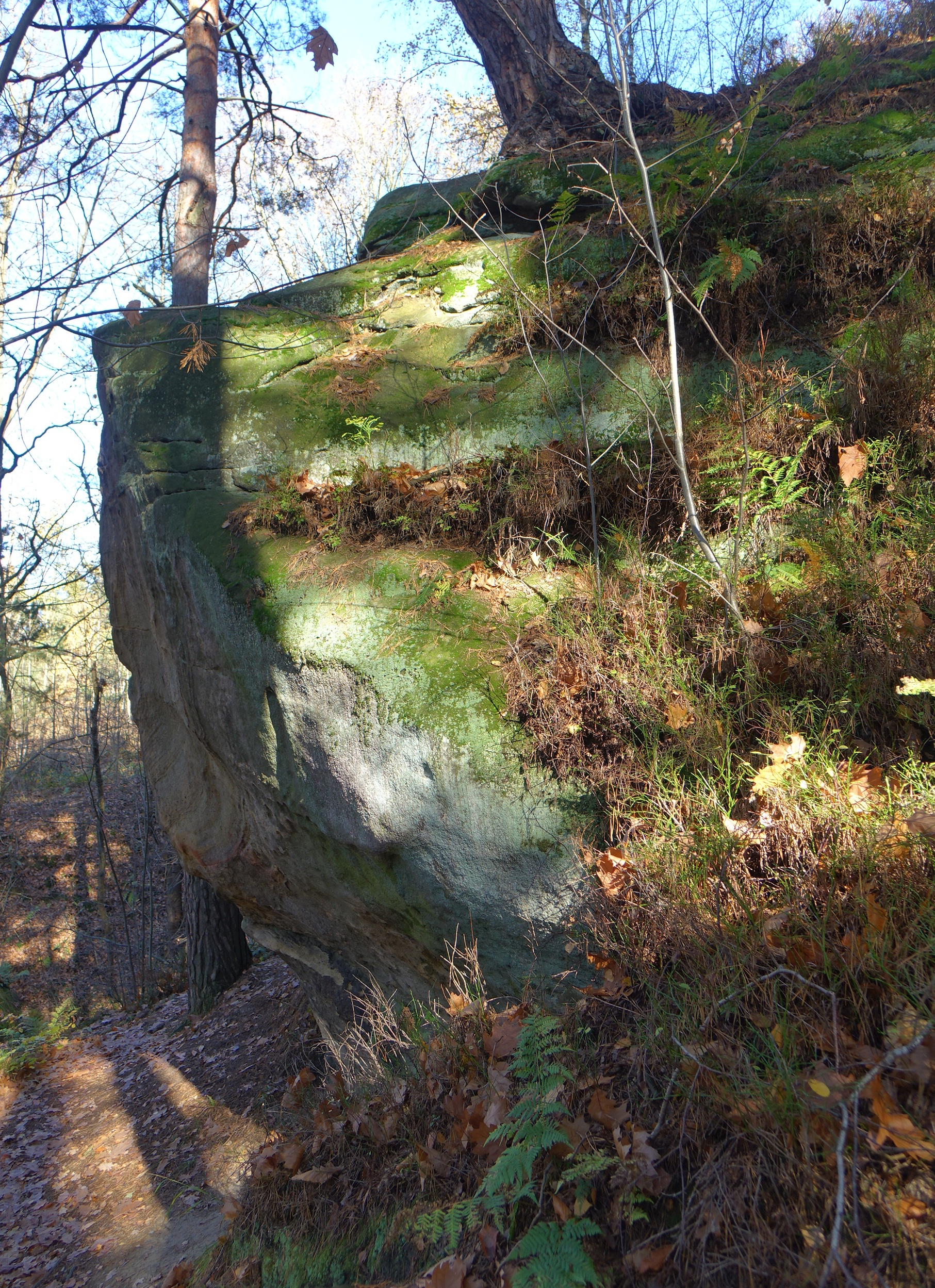